# Нікея Македонська
Нікея Македонська (грец. Nίκαια, прибл. 335 BC — прибл. 302 BC) була грецькою македонською знатною жінкою і дочкою могутнього регента Антипатра, дружиною Лисимаха, правителя Фракії. Ім'я її матері невідоме. Народилася і виросла в Македонії, коли її батько був намісником Македонії під час правління  Олександра Великого.
Нікея була відправлена її батьком до Азії в супроводі брата Іолласа та Архія в 323 році до нашої ери, щоб вийти заміж за македонського воєначальника Пердікку, у той час, коли Пердікка все ще сподівався підтримувати дружні стосунки з регентом. Пердікка, незважаючи на те, що вже виношував ворожі плани, одружився з Нікеєю. Незабаром після цього, за порадою Євмена, Пердікка вирішив розлучитися з Нікеєю, щоб мати можливість одружитися з Клеопатрою Македонською, рідною сестрою Олександра Македонського. Пердікка зробив цей крок перед тим, як вирушити в похід до Єгипту. Його рішення розлучитися з Нікеєю призвело до негайного розриву відносин між Пердіккою та Антипатром.
Близько 321 року до н. е. в рамках угоди про союз Антипатр одружив Нікею з Лісімахом, який правив Фракією. У 306 році до нашої ери Лісімах став царем Фракії, Малої Азії та Македонії. Нікея народила Лісімаху трьох дітей: одного сина Агафокла ; і дві дочки: Еврідіка і Арсіноя I.
Померла Нікея з невідомих причин приблизно між 302 р. до н. е. і 300 р. до н. е. Незабаром після її смерті Лісімах перейменував місто у Віфінії, Мала Азія, назвавши місто Нікея (сучасний Ізнік, Туреччина) на честь своєї покійної дружини.
Біографія
Нікея народилася в сім'ї одного з найвидатніших воєначальників і довірених осіб македонського царя Філіпа II Антипатера. У Антипатера, крім Нікеї, було не менше 10 дітей — 3 дочки і 7 синів. За словами Г. Берве, Нікея була третьою, А. С. Шофман була першою за старшинством дочкою Антипатра і народилася після 350 р. до н. е. Під час походів Александра Македонського батько Нікеї Антіпатер був постійним намісником царя в Македонії.
Після смерті Александра в 323 році до н. е. постало питання як про спадкоємця, так і про перерозподіл влади в Македонській імперії. Почалися переговори між регентом імперії Пердіккою і Антипатером про створення союзу, який закріпив би шлюб Пердікки з Нікеєю. На думку історика І. Г. Дройсена, ініціатором переговорів був Пердікка. Брат Нікеї Іолла і Арцій привезли дівчину до Вавилону на майбутнє весілля в 322 році до нашої ери. Цей шлюб суперечив інтересам матері Александра Олімпіаді, яка правила в Епірі і була одним з головних ворогів Антипатра. Щоб розладити весілля і союз двох найвпливовіших особистостей Македонської імперії, вона запропонувала Пердіці одружитися з її дочкою Клеопатрою, перший чоловік якої помер в 331 році до н. е. Брат Пердікки Альцета порадив віддати перевагу Нікеї, в той час як один з близьких регентів Евмен-Клеопатрі. Шлюб з дочкою Філіпа II і сестрою Олександра міг узаконити претензії Пердікки на царський престол. Про ці плани стало відомо Антипатеру, який на цьому тлі був змушений припинити війну з етолійцями. У стародавніх джерелах є певні розбіжності щодо весілля Пердікки з Нікеєю. За словами Юстина, шлюб не відбувся, Діодор Сікул і Арріан — Пердікка ненадовго одружилився з Нікеєю, але потім розлучилився, щоб одружитися з Клеопатрою.
Як би там не було, Нікея повернулася додому до батька, що унеможливило створення союзу між двома воєначальниками. На цьому тлі батько Нікеї Антипатер приєднався до коаліції діадохів, які виступали проти Пердікки. На думку М. Лейтмана, щоб заручитися підтримкою сатрапа сусідньої Фракії Лисимаха, Антипатер видав за нього заміж Нікею. Таким чином, полководець, який до цього був одним з найвірніших довірених осіб Пердікки, зберігав нейтралітет під час першої війни діадохів. За словами Д. Грейнджера, Нікея була одружена з Лисимахом після поразки Перікаса під час наступного переділу імперії в Тріпараді.
У шлюбі з Лисимахом Нікея народила щонайменше трьох дітей, Агатокла, Арсіное та Еврідіку, яку назвали на честь сестри Нікеї. Лисимах перейменував столицю Бітинії в Антігонію на честь своєї дружини. Зараз місто знаходиться на території Туреччини і називається Ізнік. Син Нікеї Агатокл був убитий за наказом батька в 284 році до нашої ери, а дочки стали дружинами елліністичних царів: Арсиноя, царя Єгипту, Птолемея II Філадельфа, і Еврідіка, царя Македонії Антіпатра. Є припущення, що у Нікеї була ще одна дочка,  яку Лисимах одружив з гетейським правителем Дроміхетом. Не виключено, що в даному випадку мова йде про дочку Лисимаха від іншої жінки.
Про подальше життя Нікеї нічого не відомо. Можливо, вона померла до 302 року до нашої ери, коли Лисимах одружився вдруге на Амастриді.